# 536 Merapi
536 Merapi este un asteroid din centura principală, descoperit pe 11 mai 1904, de George Peters.